# Ісус в мандеїзмі
У Мандеїзмі Ісус (Classical Mandaic ࡏࡔࡅ ࡌࡔࡉࡄࡀ, трансліт. Ešu Mšiha, дос. «Ісус Месія») або Мшиха (Classical Mandaic ࡌࡔࡉࡄࡀ, трансліт. Mšiha, дос. «Месія»; Сучасна мандейська мова: Emšihā) згадується в мандейських текстах, таких як Гінза Рабба, Мандейська книга Івана та Харан Гавайта.

## Правопис
Мандейське іменування «Ісуса Месії» може бути латинизоване як ʿšu Mšiha, Īšu Mšiha або Ešu Mšiha через різну транслітерацію мандейської літери ࡏ. Mšiha також може бути написане як Mshiha.
Сирійський еквівалент у Пешітті (наприклад, в Євангелії від Івана 1:17) є Išuᶜ Mšiḥa (сир. ܝܫܘܥ ܡܫܝܚܐ; зі знаками голосних: Yešūᶜ Məšīḥā ܝܶܫܽܘܥ ܡܫܺܝܚܳܐ).

## У мандейських текстах
У Мандейській Книзі Івана Ануш, утра зі Світу Світла, якого можна ототожнити з Еношем, залучає Ісуса до діалогів і проповідницьких змагань в Єрусалимі.
У Правій Гінзі 2.1 (Книга 2, Частина 1) Ісус асоціюється з Нбу (планета Меркурій) і Орфеєм (Мандейською: aurus). У Правій Гінзі 5.3 Ісус також зображений як один із охоронців матарти, оскільки він грає роль пастуха, який веде групу душ, схожих на отару овець.